# Niederkalifornien
Niederkalifornien (spanisch Baja California) ist eine schmale Halbinsel im Westen Mexikos von 1200 Kilometern Länge und 80 bis 220 Kilometern Breite. Sie liegt parallel zur mexikanischen Westküste und geht an ihrem nördlichen Ende ins mexikanische Festland über. Auf ihr liegen die mexikanischen Bundesstaaten Baja California Sur (Süd-Niederkalifornien) und Baja California (Niederkalifornien), das sich über das mexikanische Festland nach Norden bis an den US-Bundesstaat Kalifornien erstreckt. 

## Geographie
Niederkalifornien ist so groß wie die Apennin-Halbinsel Italiens und etwa doppelt so lang wie der US-Bundesstaat Florida. Den größten Teil ihrer Fläche nehmen die Wüste Sonora und die Gebirgskette der Peninsular Ranges ein. Die Herkunft des Namens „Kalifornien“ ist unklar, wahrscheinlich ist er aus dem Ritterroman Las sergas de Esplandián von Garci Rodríguez de Montalvo übernommen oder leitet sich von der Bezeichnung calida forna – „heißer Ofen“ – her. Die Region um die Halbinsel ist tektonisch aktiv, die Caldera Aguajito entstand bei einem Vulkanausbruch vor etwa 760.000 Jahren.
Im Westen wird die Halbinsel vom Pazifik und im Osten vom Golf von Kalifornien begrenzt. Die beiden Küsten sind dabei sehr unterschiedlich. In den kalten, vom Norden und aus der Tiefe kommenden Strömungen der Pazifikküste beobachtet man Wale, die von und zu ihren südlicheren Fortpflanzungsstätten ziehen.
Der Golf mit seinem wärmeren Wasser ist dagegen eher mit dem Mittelmeer vergleichbar. Im Norden  mündet der Colorado River in den Golf. Im nördlichen Golf herrschen durch den hohen Tidenhub bei Ebbe und Flut starke Strömungen im flachen Wasser. Weiter südlich ist der Golf dagegen zum Teil sehr ruhig. An einigen Stellen sieht man dort nachts interessante Phänomene der Biolumineszenz, und man kann Robben oder Delfine bei der Fischjagd beobachten. Der Pazifikküste sind bedeutende Fischfanggründe vorgelagert.
Die Halbinsel verfügt über eine einzigartige Tier- und Pflanzenwelt. Zu nennen sind hier die Handwühlen, Seitenfleckenleguane, Fransenzehenleguane, Seitenwinderklapperschlangen, der Kitfuchs, der Hoskinszwergkauz sowie der Cardón-Kaktus, Ocotillos, der Boojum und der Saguaro-Kaktus. Es brüten außerdem der Craveri- und der Lummenalk auf Inseln vor Niederkalifornien. Beide Alkenvögel gehören zu den gefährdeten Vogelarten. Daneben gibt es auch Brutkolonien des Aleutenalks, der zu den etwas häufigeren Alkenvögeln zählt.
An der Pazifikküste ist der Himmel oft wolkenbedeckt. Direkt am Pazifik hält sich der Nebel auch im Sommer oft bis über die Tagesmitte hinaus.

## Geschichte
Zur Geschichte der Region vor der Teilung in Ober- und Niederkalifornien siehe Kalifornien (historische Landschaft).
Im Jahr 1804 wurde Kalifornien, das zum spanischen Vizekönigreich Neuspanien gehörte, in zwei administrative Gebiete, das nördliche Ober- und das südliche Niederkalifornien, geteilt. Im Mexikanischen Unabhängigkeitskrieg von 1810 bis 1821 erreichten die Mexikaner die Unabhängigkeit von Spanien. Im Mexikanisch-Amerikanischen Krieg wurde der Nordteil Kaliforniens 1846 von den USA besetzt und dann 1848 mit dem Vertrag von Guadalupe Hidalgo den USA überlassen; bis 1857 gab es Annexionsabsichten für den Südteil Kaliforniens. Nach der Trennung entwickelten sich das US-amerikanische Oberkalifornien (Kalifornien) und das mexikanische Niederkalifornien (Baja California) unabhängig voneinander. Die südliche Hälfte der Halbinsel Niederkalifornien wurde 1974 abgetrennt und in den eigenen Bundesstaat Baja California Sur umgewandelt.
Seit 1976 verbindet eine durchgehende Straße, die Transpeninsular, den Norden mit dem Süden. Sie reicht von der Grenze zu den USA bis zum südlichsten Punkt der Halbinsel in Cabo San Lucas, dem viertgrößten Badeort Mexikos.

Ansichten
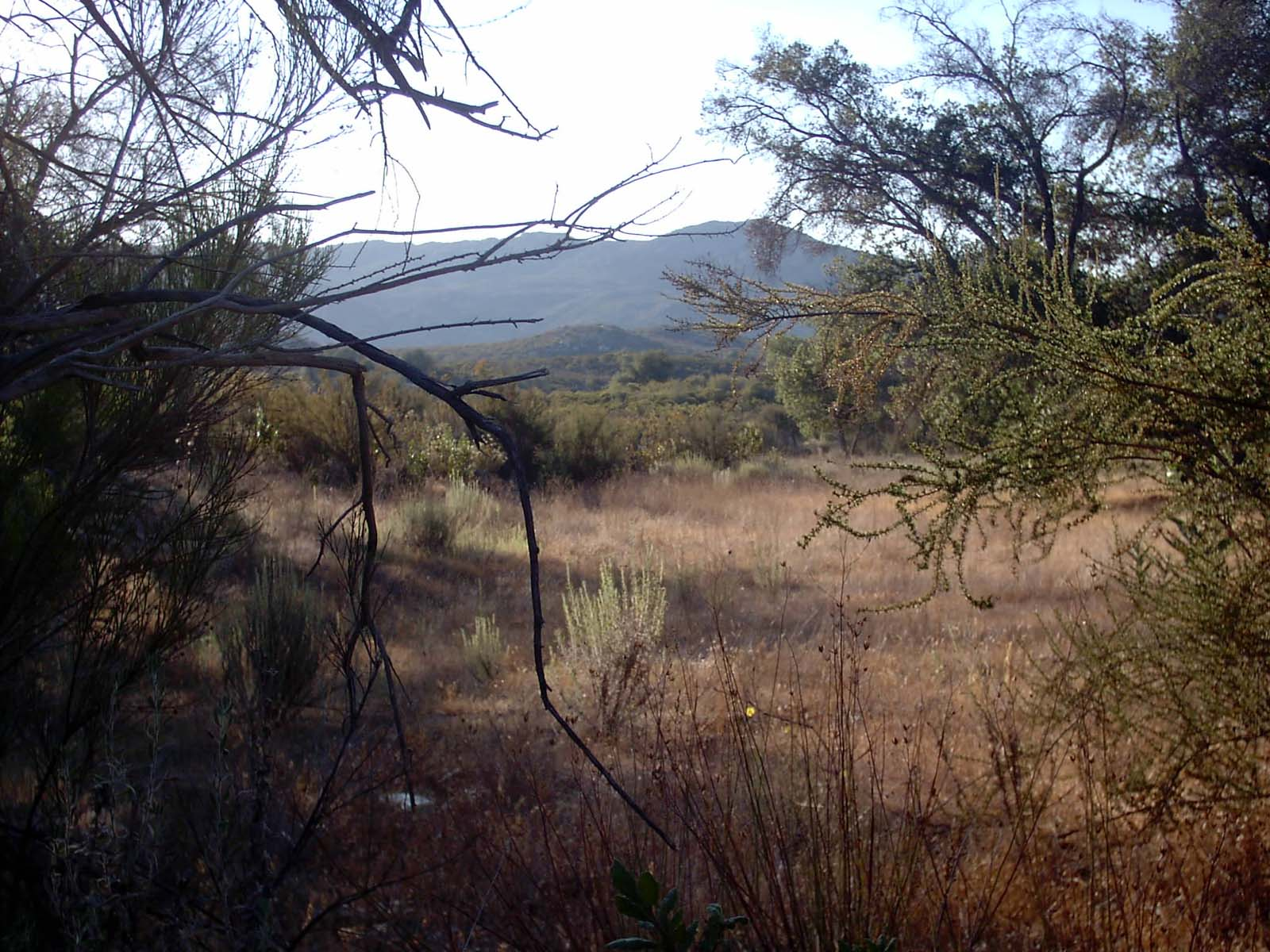
Typische Landschaft zwischen Ensenada und Real de Castillo
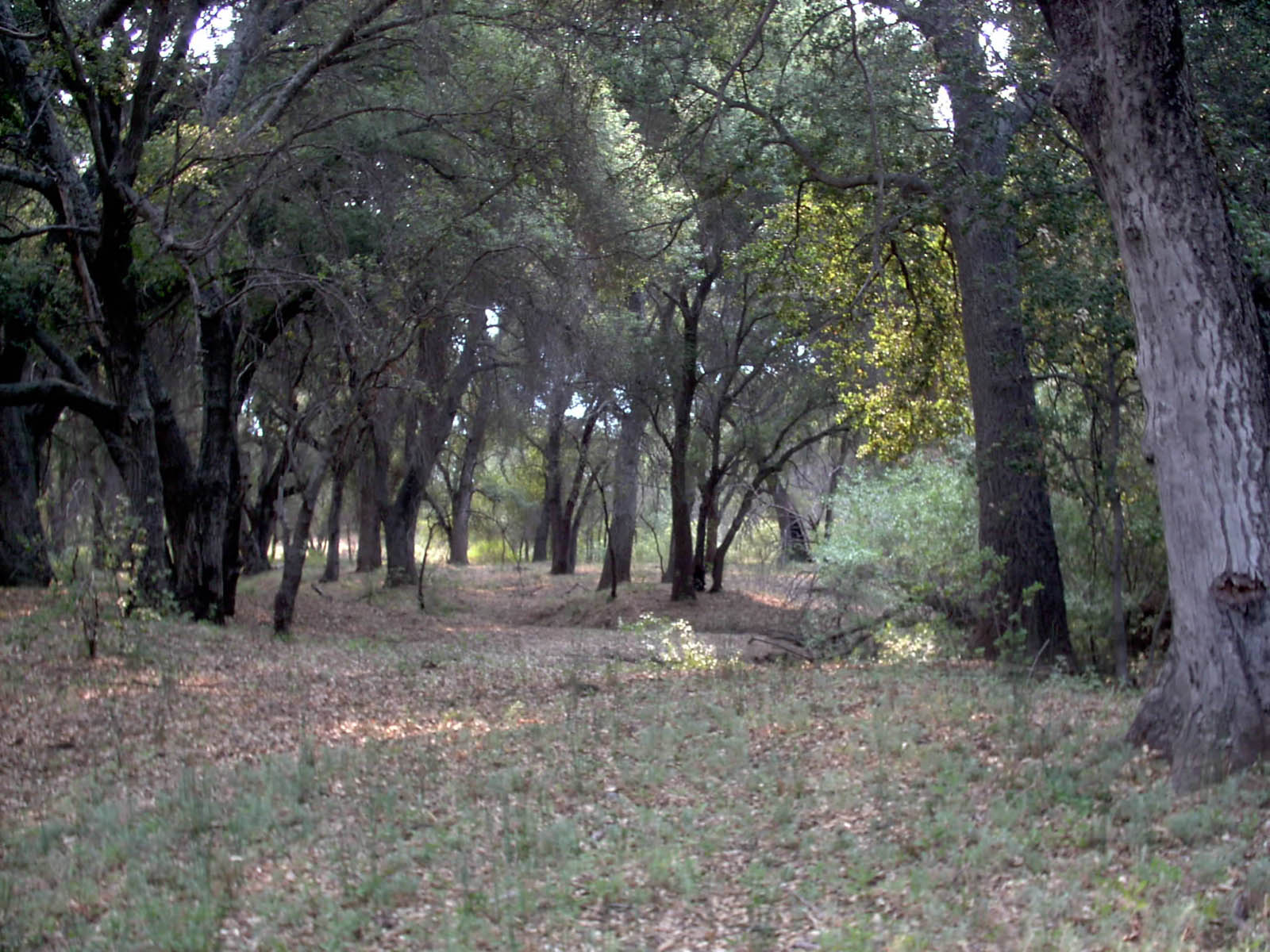
Wald in Baja California
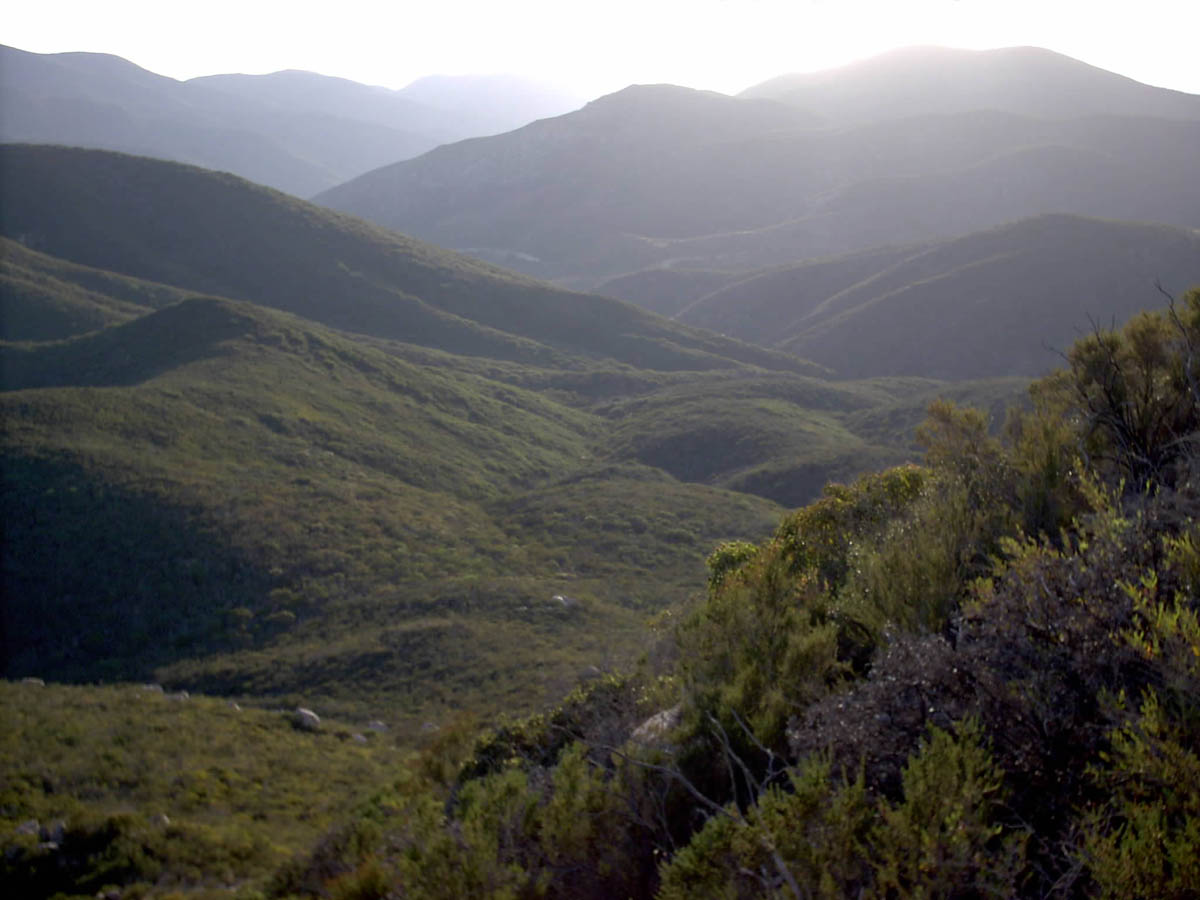
Berge zwischen Ensenada und Real de Castillo
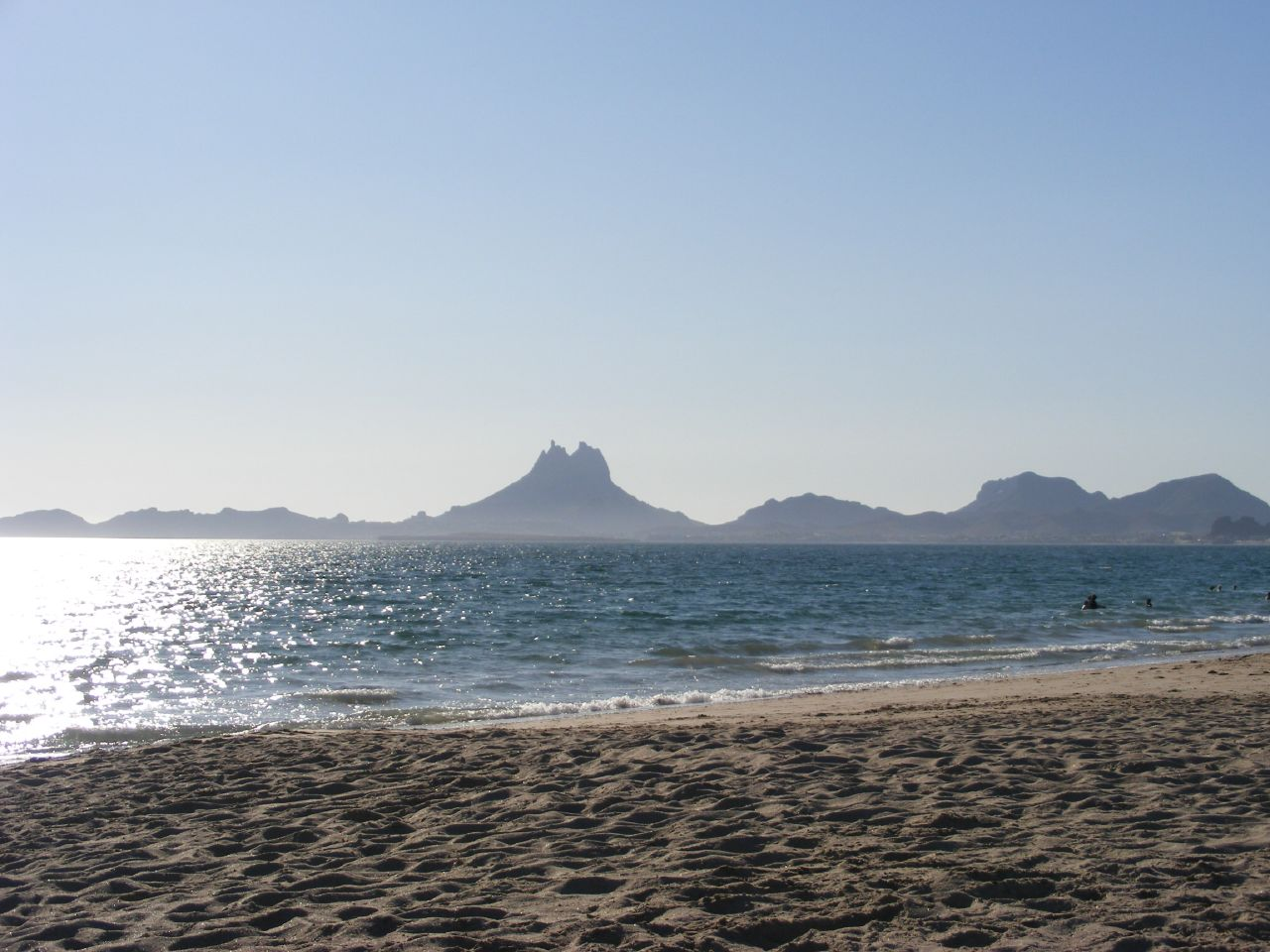
Küste am Golf von Kalifornien

## Einzelbelege
1. ↑   Anthony J. Gaston und Ian L. Jones: The Auks. Oxford University Press, Oxford 1998, ISBN 0-19-854032-9, S. 211 und S. 205
2. ↑  The HISTORY Channel: Baja California Sur